# Klaus Ulich
Klaus Ulich (* 27. Juli 1943 in Kassel) ist ein deutscher Soziologe, Psychologe und emeritierter Hochschullehrer an der Universität München. 

## Leben und Leistungen
Klaus Ulich studierte Soziologie und Psychologie. Von 1969 bis 1976 war er wissenschaftlicher Assistent. 1971 promovierte und 1975 habilitierte er. Ab 1980 war Ulich Professor für Pädagogische Psychologie an der Universität München.

## Schriften (Auswahl)
- Wenn Schüler stören. München 1980
- Einführung in die Sozialpsychologie der Schule. Weinheim und Basel 2001
- Die Lehrer/innen-Schüler/innen-Interaktion. Aus: Einführung in die Sozialpsychologie, 2001 (Online PDF 166 kB)